# Mabilleodes
Mabilleodes és un gènere d'arnes de la família Crambidae.

## Taxonomia
- Mabilleodes alacralis Hayden, 2011
- Mabilleodes anabalis Viette, 1989
- Mabilleodes catalalis (Viette, 1953)
- Mabilleodes lithosialis (Hampson, 1899)